# 一房多售
一房多售是指房地产开发商向多个客户售卖同一个物业。
在中国大陆，由于房产证的办理要交由开发商负责，并且房产证办理因各部门不协调及开发商的不负责任，办理时间往往要1年到10年或以上不等。造成开发商可以方便地将同一物业卖给多个客户。通常情况下由于建楼过程中资金缺乏，开发商会将物业业权抵押给银行。因此如果发生一房多售，银行有第一接收权，购房者不能取得房屋产权，但可以要求开发商返还购房款并按法律规定获得相应的赔偿。